# Dorothy Priesing
Dorothy Jean Priesing (ook: Dorothy M. Priesing en Dorothy Jean McLemore)  (Nantucket, 31 juli 1910 – ?, 1999) was een Amerikaans componiste en muziekpedagoog.

## Levensloop
Priesing studeerde aan de Columbia-universiteit en de Juilliard School of Music in New York alsook bij Nadia Boulanger te Parijs. Als docente was zij werkzaam aan haar alma maters (de Columbia-universiteit en de Juilliard School) en tot 1977 aan de Staatsuniversiteit van Montclair in Montclair (New Jersey). Een van haar leerlingen was Gary Scott Lewis.
Zij was gehuwd met Elwood Ruland Priesing en ligt begraven op de Hill Cemetery in Caldwell (New Jersey).

## Composities

### Werken voor harmonieorkest
- Invocation

### Werken voor koor
- 1956 Now Is the Caroling Season, voor gemengd koor
- Now is the crolling Season, voor gemengd koor
- Sister, awake, voor driestemmig vrouwenkoor (SSA)
- The Carol of the Children

### Werken voor piano
- 1943 Prelude in a klein
- 1943 Prelude in c klein
- 1943 Prelude in Des groot
- 1943 Three Preludes in c klein, nr. 2

## Publicaties
- samen met: Libbie Tecklin: Language of the piano - a work book in theory and keyboard harmony,  New York: C. Fischer, 88 p., ISBN 978-0-825-80289-8
- samen met: Alex H. Zimmerman en Russel Hayton: Basic piano for the College Student. Dubuque:  William C. Brown Company, Publishers. 1982. 146 p., ISBN 978-0-697-03518-9
- Musicianly Performance at the Piano: A Thought-Process, in: Music Educators Journal, Vol. 51, No. 6, 42-43 (1965)